# Hell’s Half Acre (Wyoming)

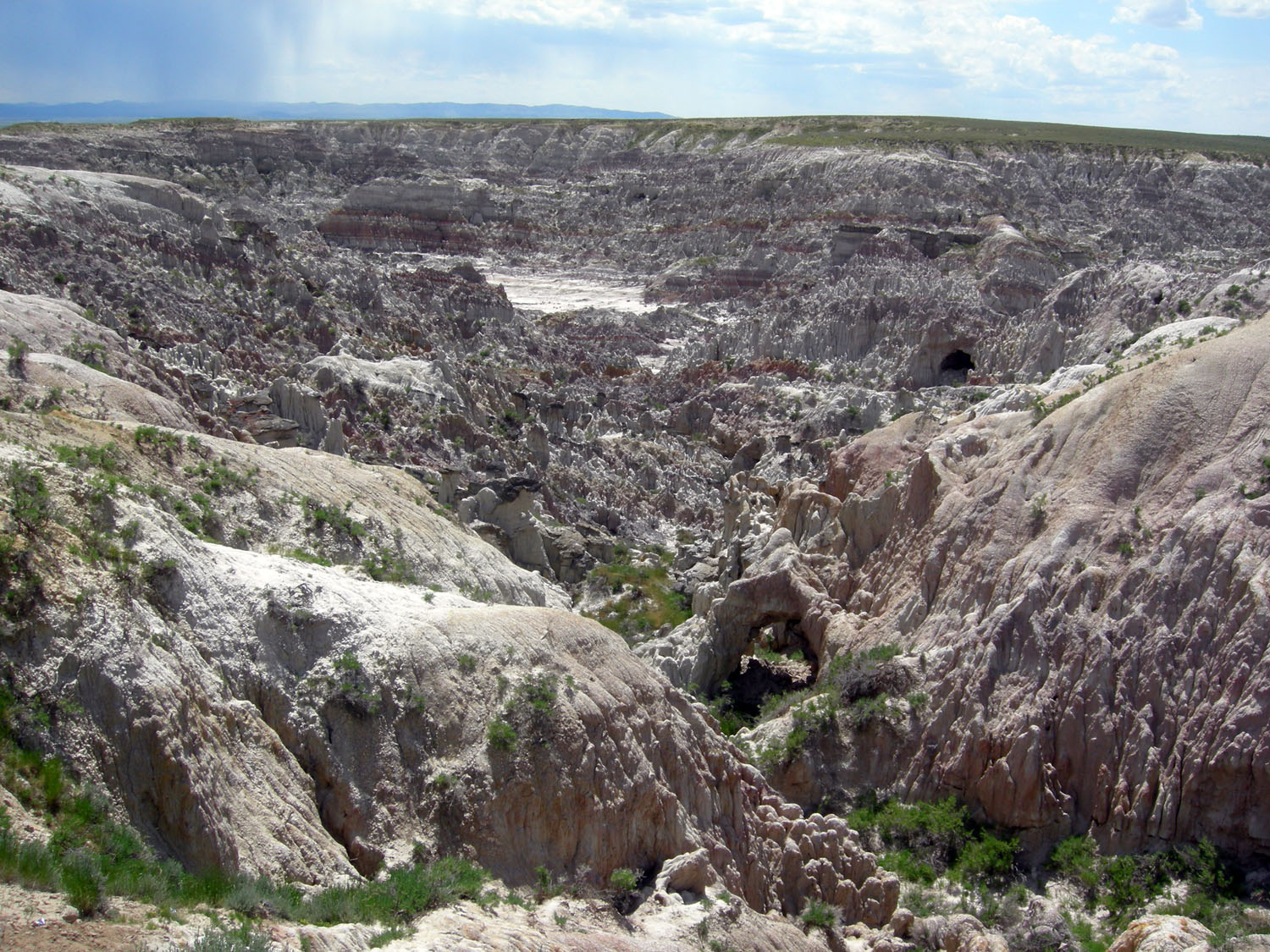
Die Badlands von Hell’s Half Acre

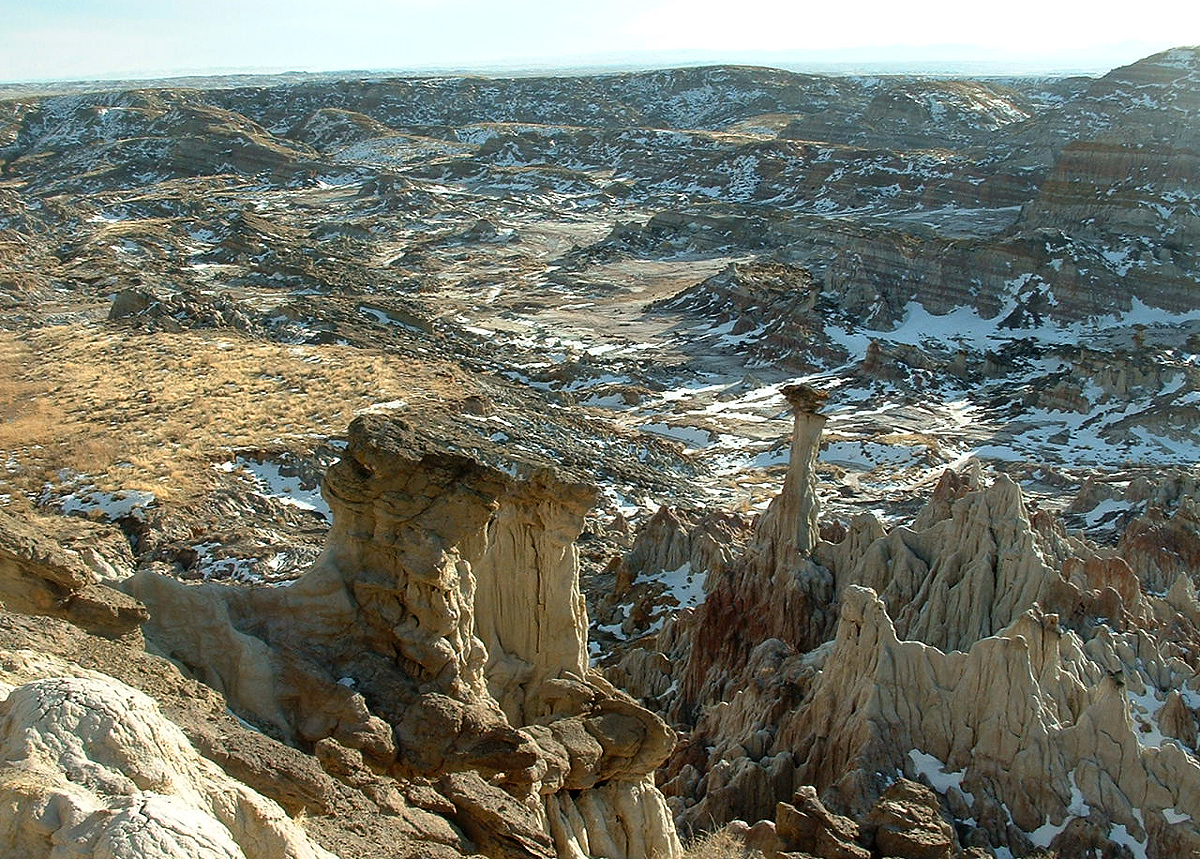
Hell’s Half Acre, Wyoming

Hell’s Half Acre ist eine große Schichtstufe im Natrona County im US-Bundesstaat Wyoming. Sie liegt am U.S. Highway 20, 64 Kilometer westlich der Ortschaft Casper, auf einer Höhe von 1792 Metern. Das 1,3 Quadratkilometer umfassende Gebiet besteht aus mehr als 45 Meter tiefen Schluchten sowie aus Höhlen und Felsformationen. Szenen aus dem Film Starship Troopers wurden hier gedreht.
Früher von Prärie-Indianern als Buffalo Jump für die Büffeljagd genutzt, war die Stufe als Landmarke für Reisende, einschließlich der frühen Siedler, von Bedeutung und hatte eine Reihe weiterer Namen wie „The Devil's Kitchen“, „The Pits of Hades“ und „The Baby Grand Canyon“.